# 雄王大學
雄王大學 是一所位于越南富壽省的公立本科大學。 創建於2003年，为富壽省第一所大學。

## 历史沿革
原为富寿高等师范专科学校，2003年4月29日，越南政府副總理范家谦签署了No. 81/2003/QD-TTg政令，决定在富寿高等师范专科学校的基础上，成立雄王大学。

## 外部連結
- 雄王大學首頁 （页面存档备份，存于）